# Sanrio Puroland
Sanrio Puroland (サンリオピューロランド, Sanrio Pyūrorando) é um parque de diversões japonês, localizado em Tama New Town, Tama, Tóquio, Japão.
O parque foi inaugurado em 7 de dezembro de 1990, pela companhia Sanrio Entertainment Co.,Ltd., hospedando vários musicais, restaurantes, atrações e passeios temáticos e utilizando personagens populares como Hello Kitty, My Melody, Cinnamoroll, Jewelpet, para além de outros. Apesar de muitas dessas atrações em língua japonesa, a Sanrio Puroland atrai muitos visitantes do exterior, bem como no Japão, por causa da popularidade desses personagens, mundialmente.  
O parque temático tinha perdido muito dinheiro durante seus primeiros três anos, devido à falta de planos operacionais e a pausa temporária da popularidade de Hello Kitty. Apesar desses contratempos, o parque tornou-se uma das atrações mais populares do Japão, junto com a Tokyo Disneyland e a Tokyo DisneySea.